# Björkrullvivel
Björkrullvivel eller svart björkrullvivel (Deporaus betulae) är en skalbaggsart. Namnet syftar på dess beteende att snitta och rulla ihop blad på lövträd, särskilt på arterna i björksläktet (Betula). Struten används sedan som skyddad kläckningsplats för björkrullvivelns ägg och blir mat till de nykläckta larverna.

## Externa länkar

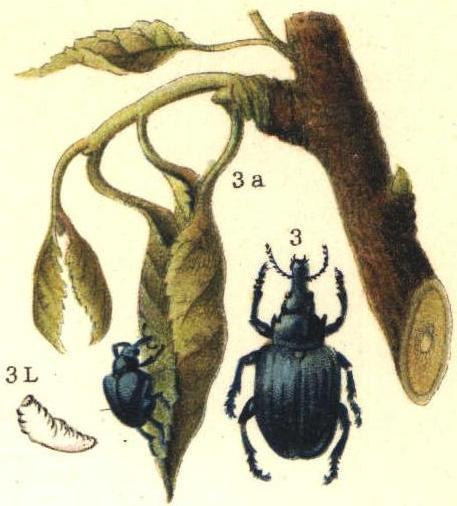
Vivel vid verket

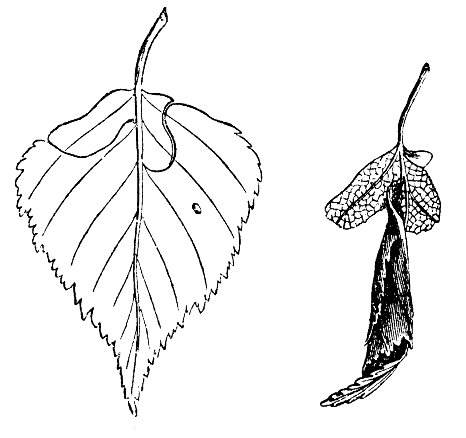
Karakteristisk lövrullning